# Ханген-Вайсхайм
Ханген-Вайсхайм (нем. Hangen-Weisheim) — община в Германии, в земле Рейнланд-Пфальц.
Входит в состав района Альцай-Вормс. Подчиняется управлению Вестофен. Население составляет 487 человек (на 31 декабря 2010 года). Занимает площадь 4,60 км².